# Уолтон, Билл

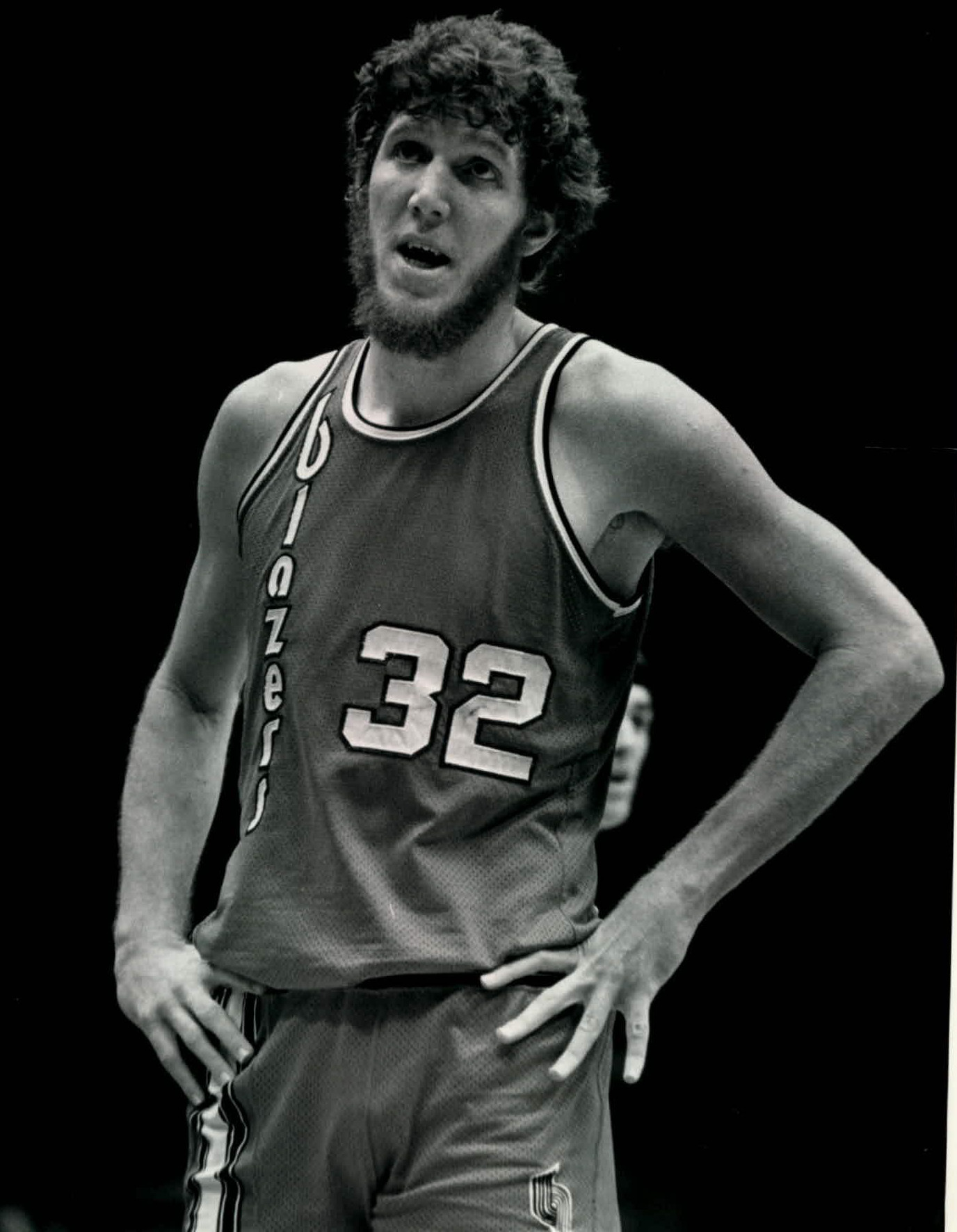
Уолтон в «Портленд Трэйл Блэйзерс»

Уи́льям Теодо́р Уо́лтон (англ. William Theodore Walton, более известен как Билл Уо́лтон, англ. Bill Walton; 5 ноября 1952, Ла-Меса, Калифорния — 27 мая 2024, Сан-Диего, Калифорния) — американский профессиональный баскетболист. Он играл в баскетбол в колледже под руководством тренера Джона Вудена в команде «УКЛА Брюинз», выиграл три подряд награды «Лучший игрок года колледжа» (1972—1974), а также благодаря его игре «УКЛА» стала чемпионами NCAA в 1972 и 1973 годах. Уолтон был выбран первым номером на драфте НБА 1974 года, благодаря ему команда «Портленд Трэйл Блэйзерс» стала чемпионом НБА в 1977 году, в том же сезоне он получил награду самого ценного игрока финала НБА. Ещё один титул чемпиона НБА он завоевал в 1986 году в составе команды «Бостон Селтикс». В 1993 году Уолтон был введён в Зал славы баскетбола. Он был включен в юбилейные команды НБА, посвященные 50-летию и 75-летию НБА.

## Ранние годы
Уолтон родился и вырос в Ла-Меса, Калифорния, в семье Глории Энн (при рождении Хики) и Уильяма Теодора «Теда» Уолтона. Он вырос с братьями и сестрами Брюсом, Кэти и Энди. Отец Уолтона Тед был учителем музыки и социальным работником, а мать Глория — библиотекарем. Его родители интересовались искусством, литературой, политикой и музыкой. Уолтон брал уроки музыки, и хотя его родители не были ориентированы на спорт, Уолтон пошёл по стопам своего старшего брата Брюса, который тяготел к спорту. Уолтон сначала играл в баскетбол под руководством Фрэнка «Рокки» Грасиано, был тренером в начальной католической школе Уолтона.

## Карьера в школе
Уолтон играл в баскетбол в средней школе Helix High School в Ла-Меса вместе со своим братом Брюсом, который был на год старше — 6 футов 6 дюймов (1,98 м) и 250 фунтов (113 кг). «Когда соперники пытались применить ко мне физическую силу, Брюс делал все возможное, чтобы защитить меня», — вспоминал Уолтон. Он продолжил играть за футбольную команду «Даллас Ковбойз».
Уолтон привёл команду Helix к 49 победам подряд за два студенческих сезона. Команда Helix выиграла чемпионат Калифорнийской межшкольной федерации (CIF) в 1969 и 1970 годах, показав результат 29-2 в 1968-69 годах и 33-0 в 1969-70 годах. Уолтон поступил в среднюю школу с ростом около 6 футов 0 дюймов (1,83 м) и окончил её с ростом около 7 футов 0 дюймов (2,13 м). Уолтон набирал в среднем 29 очков и 25 подборов, а в его выпускном сезоне команда Helix финишировала с результатом 33-0. Его рост в профессиональном баскетболе был указан как 6 футов 11 дюймов (2,11 м). Сообщалось, что на самом деле Уолтон выше (7 футов 2 дюйма (2,18 м) или больше), но ему не нравится, когда его относят к семифутовым игрокам.
В 1969—1970 годах Уолтон реализовал 384 из 490 бросков, что составляет 78,3 процента, и до сих пор является национальным рекордом всех времен. Кроме того, в том сезоне Уолтон сделал 825 подборов, заняв 3-е место среди всех игроков. Его 25,0 подборов за игру в сезоне занимает 7-е место в истории.

## Карьера в университете
Начиная с начальной и старшей школы, Уолтон преданно следил по радио за баскетбольной командой Калифорнийского университета в Лос-Анджелесе. Его приняли во многие университеты, но он сразу же принял предложение Калифорнийского университета в Лос-Анджелесе о стипендии, чтобы играть в баскетбол за «Брюинз» и тренера Вудена. Вуден станет для Уолтона наставником на всю жизнь.
Уолтон играл за Калифорнийский университет в Лос-Анджелесе под руководством тренера Вудена с 1971 по 1974 год. Его старший брат Брюс играл в футбол в Калифорнийском университете в Лос-Анджелесе, поступив на год раньше Билла. Благодаря Биллу Уолтону «Брюинз» окончили два сезона подряд со счётом 30-0, а также мужскую баскетбольную серию NCAA с рекордными 88 победами.
С Уолтоном УКЛА выиграла чемпионат NCAA в 1972 году, одержав победу над «Флоридой Стэйт Семинолз» и снова в 1973 году, победив со счётом 87-66, «Мемфис Тайгерс».

## Профессиональная карьера

### 1975 год
Уолтон был выбран под номером один командой НБА «Портленд Трэйл Блэйзерс» на драфте НБА 1974 года. Уолтон подписал контракт с «Трэйл Блэйзерс».
Первые два сезона Уолтона в «Портленде» были омрачены хроническими травмами стопы. Кроме того, в течение первых двух лет Уолтон сильно растянул лодыжку, дважды ломал левое запястье, вывихнул два пальца на ноге, сломал палец и повредил ногу в аварии на джипе.
Будучи новичком в сезоне 1974/75, Уолтон в среднем набирал дабл-дабл — 12,8 очков, 12,6 подборов, 4,8 передачи и 2,7 блок-шота в 35 играх. Под руководством игрока/тренера Ленни Уилкенса команда «Трэйл Блэйзерс» с Джеффом Петри, Сидни Уиксом и Ларю Мартином закончила сезон со счётом 38-44.
В 1975/76 годах Уолтон набирал в среднем 16,1 очков, 13,4 подборов, 4,3 передачи и 1,6 блок-шота в 51 игре.

### Первый чемпионат и MVP финала (1976—1977)
В сезоне 1976/77 Уолтон сыграл в 65 матчах. Уолтон лидировал в НБА как по подборам за игру (14,4), так и по блок-шотам за игру (3,2), он должен был участвовать в Матче всех звёзд НБА, но не участвовал в нём из-за травмы. За свои достижения в регулярном чемпионате Уолтон был включен в первую сборную всех звёзд защиты НБА и вторую команду всех защитников НБА. В среднем он набирал 18,6 очков, 14,4 подборов, 3,8 передачи и 3,2 блок-шота, а «Портленд» закончил сезон со счётом 49-33.
В финале Западной конференции 1977 года Уолтон в серии с «Лос-Анджелес Лейкерс» (4-0) он набирал в среднем 19,3 очков, 14,8 подборов, 5,8 передач и 2,3 блок-шота, играя против выпускника Калифорнийского университета Карима Абдул-Джаббара.
В финале НБА 1977 года «Портленд» встречался с «Филадельфией Севенти Сиксерс». Проиграв первые две игры, «Блейзерс» выиграли четыре подряд и стали чемпионами НБА. Уолтон набрал 20 очков и сделал 23 подбора в победной 6-й игре, и был назван самым ценным игроком финала со средними показателями 18,5 очков, 19,0 подборов, 5,2 передач, 1,0 перехват и 3,7 блок-шота, что побудило тренера «Филадельфии» Джина Шу прокомментировать после серии: «Билл Уолтон — лучший игрок среди больших людей, который когда-либо играл в баскетбол».

### 1977—1979 годы

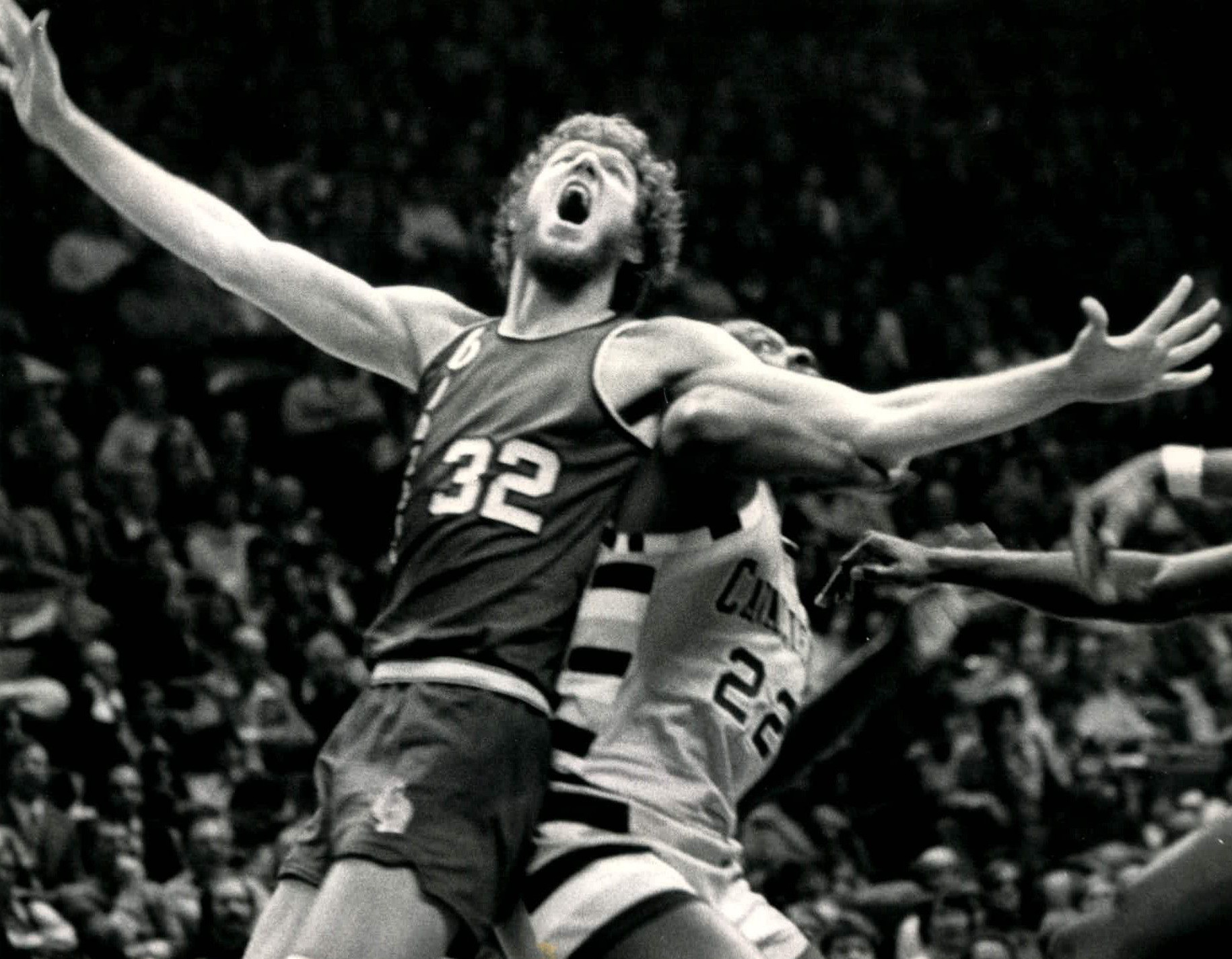
Уолтон в «Блэйзерс»

В следующем сезоне 1977/78 «Трэйл Блэйзерс» выиграли 50 из первых 60 игр, а Уолтон в среднем набирал 18,9 очков, 13,2 подборов, 5,0 передач и 2,5 блок-шота в 58 играх. Затем Уолтон получил перелом стопы, и регулярный сезон для него закончился. В это время он подружился со скандальным писателем Джеком Скоттом, который написал и опубликовал книгу о нём в 1978 году. Тем не менее, Уолтон получил награду самого ценного игрока НБА 1978 года и MVP НБА по версии спортивного журнала Sporting News. Уолтон сыграл в своём единственном матче всех звёзд НБА в 1978 году и был включен как в первую сборную всех звёзд защиты НБА, так и в первую сборную всех звёзд НБА.
Портленд закончил регулярный сезон со счётом 58-24, и Уолтон вернулся для участия в плей-офф НБА 1978 года. Во второй игре серии первого раунда против «Сиэтл Суперсоникс» он получил травму и выбыл до конца плей-офф. После обезболивающего укола, сделанного во время игры, рентгеновские снимки, сделанные после второй игры, показали, что у Уолтона сломана ладьевидная кость под левой лодыжкой. «Портленд» проиграла серию «Сиэтлу» в шести матчах. Уолтон больше никогда не играл за «Трэйл Блэйзерс».
В межсезонье Уолтон потребовал, чтобы его обменяли, ссылаясь на неэтичное и некомпетентное отношение к его травмам и травмам других игроков со стороны руководства «Блейзерс». Он не получил желаемого и в знак протеста пропустил весь сезон 1979 года. В итоге Уолтон подписал контракт с «Сан-Диего Клипперс», когда стал свободным агентом в 1979 году.
За пять сезонов в составе «Портленда» Уолтон сыграл в 209 матчах, набирая в среднем дабл-дабл — 17,1 очков и 13,5 подбора, 4,4 передачи и 2,6 блок-шота.

### Сан-Диего Клипперс (1979—1985)
13 мая 1979 года Уолтон в качестве свободного агента подписал семилетний контракт на 7 миллионов долларов с «Сан-Диего Клипперс». Из-за травм Уолтон больше времени проводил на скамейки запасных, чем на площадке в составе родной команды. Уолтон повторно сломал ладьевидную кость в игре 1979 года и впоследствии пропустил все сезоны 1980/81 и 1981/82 годов, перенеся несколько операций на травмированной стопе. Уолтон проигнорировал врачей, которые сказали, что он больше никогда не будет играть, и в 1981 году перенёс операцию по реструктуризации левой стопы.
После длительной реабилитации, включавшей езду на велосипеде и волейбол на песке, состояние стопы Уолтона начало улучшаться. После того как он сыграл всего 14 игр с 1979 по 1982 год, он сыграл 33 игры в 1982-83 годах по предписанию врача — примерно одну игру в неделю. В 1983/84 годах он сыграл в 55 играх, а в 1984/85 годах — в 67 играх, что на тот момент было рекордом карьеры.
В 169 играх за «Клипперс» Уолтон набирал в среднем 11,9 очков, 9,0 подборов, 2,9 передачи и 2,3 блок-шота.

### Бостон Селтикс (1985—1987)
6 сентября 1985 года «Лос-Анджелес Клипперс» обменяли Уолтона в «Бостон Селтикс» на Седрика Максвелла и пик первого раунда драфта 1986 года (позже был выбран Арвидас Сабонис). В сезоне 1985/86 Уолтон провёл 80 игр за команду «Селтикс» под руководством тренера Кей Си Джонса. Уолтон набирал в среднем 7,6 очков, 6,8 подборов, 2,3 передачи и 1,2 блок-шота за 19 минут и закончил карьеру с высоким процентом попаданий — 56,2. Будучи надежным помощником Кевина Макхейла и Роберта Пэриша и играя вместе с Ларри Бердом, Дэнни Эйндж и Деннисом Джонсоном, Уолтон получил награду «Лучший шестой игрок года НБА» в 1986 году. Он стал единственным игроком, получившим награды «Самый ценный игрок финала НБА», «Лучший шестой игрок года НБА» и «Самый ценный игрок НБА».

## Карьера в НБА
Выступал в клубах НБА «Портленд Трэйл Блэйзерс» (1974—1979), «Сан-Диего/Лос-Анджелес Клипперс» (1979—1985) и «Бостон Селтикс» (1985—1988). 2-кратный чемпион НБА (1977, 1986), Самый ценный игрок НБА сезона 1978 года, 2 раза входил в символическую сборную по итогам сезона (1978 — первая команда, 1977 — вторая команда), 2-кратный участник Матча всех звёзд (1977—1978). Несколько раз по итогам года Уолтон становился лауреатом Приза Нейсмита (1972—1974), Приза Оскара Робертсона (1972—1974) и Приза Адольфа Раппа (1972—1974), а также признавался баскетболистом года среди студентов по версии UPI (1972—1974), Sporting News (1972—1974), Associated Press (1972—1973) и Helms Foundation (1972—1973). Три года подряд включался в 1-ю всеамериканскую сборную NCAA (1972—1974). В 1996 году был включён в число 50 лучших игроков за всю историю ассоциации. Единственный игрок в истории НБА, удостоенный за карьеру всех трёх званий: самый ценный игрок финала НБА (1977), самый ценный игрок НБА (1978) и лучший шестой игрок НБА (1986).
В 1970 году Уолтон в составе сборной США занял пятое место на чемпионате мира по баскетболу в Югославии.

## Личная жизнь
Уолтон проживал в своём родном городе Сан-Диего со своей женой Лори (1991). У него и его первой жены Сьюзи четверо сыновей: Адам, Натан, Люк и Крис.

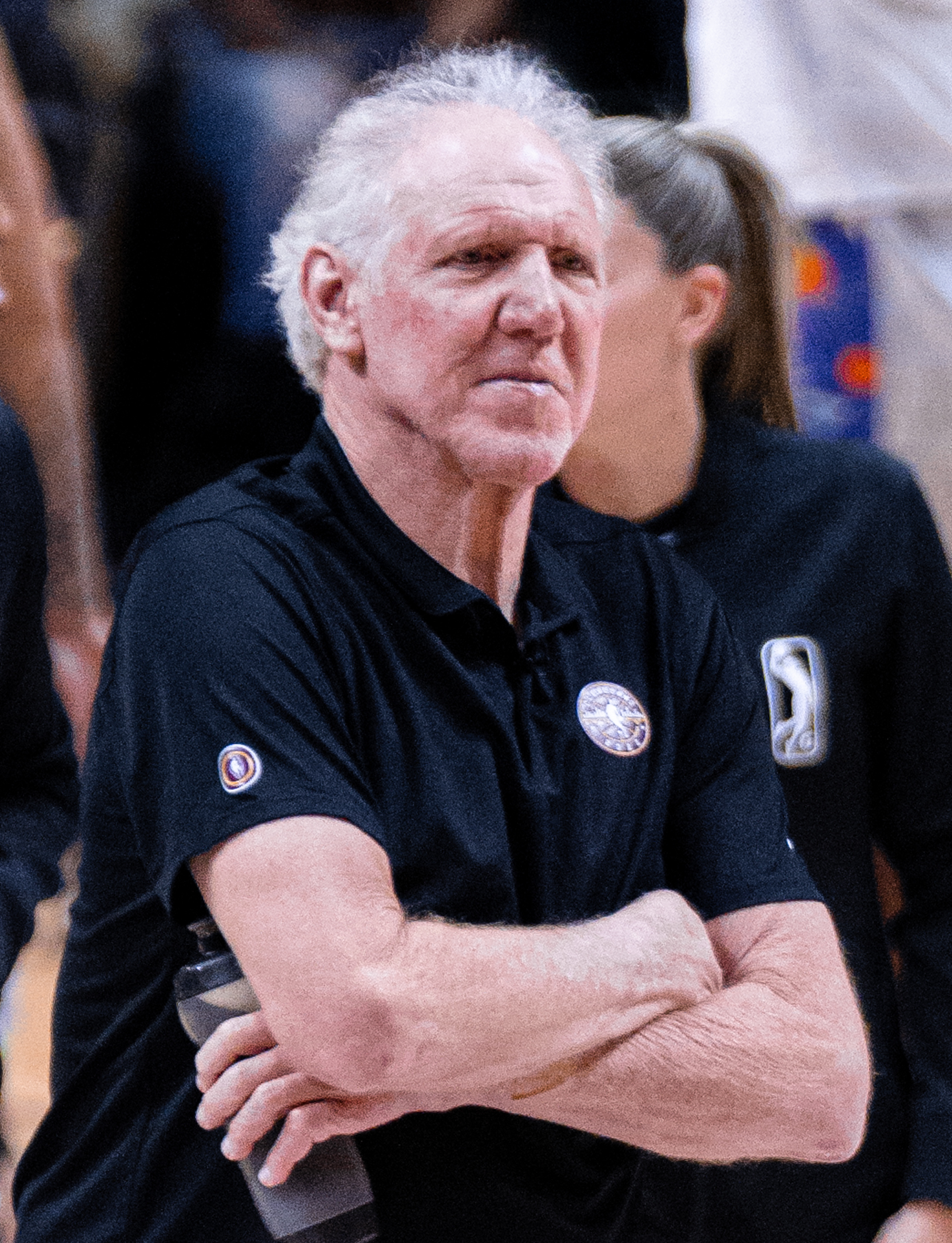
Уолтон в 2022 году

Люк Уолтон — двукратный чемпион НБА (2009, 2010), в прошлом — главный тренер «Лос-Анджелес Лейкерс» (2016—2019), а с апреля 2019 года — тренер «Сакраменто Кингз». После того как Люк Уолтон стал дважды чемпионом НБА в составе «Лос-Анджелес Лейкерс», Люк и его отец Билл стали третьим дуэтом, где отец и сын оба являются чемпионам НБА. Люк был назван в честь друга и бывшего товарища Уолтона по команде Мориса Лукаса. «Морис был очень важен в моей жизни и в жизни маленького Люка», — сказал Уолтон. «Всякий раз, когда для маленького Люка наступал важный момент в жизни, большой Люк появлялся без предупреждения, чтобы убедиться, что всё получилось как надо».
Крис Уолтон играл за команду «Сан-Диего Стэйт» из «Университета штата Калифорния в Сан-Диего». Он занимался недвижимостью.
Нейт Уолтон играл в баскетбол за команду «Принстонского университета». Он добился больших успехов в нефтяном бизнесе.
Адам Уолтон играл в баскетбольной студенческой команде Университете штата Луизиана, колледже Помона и колледже Нотр-Дам в Белмонте, штат Калифорния. В последнее время он работал помощником тренера в колледже San Diego Mesa College.

### Смерть
Умер 27 мая 2024 года от рака предстательной железы в своём доме в Сан-Диего в возрасте 71 года.

## Статистика

### Статистика в НБА
| Сезон                                                                                    | Команда            | Регулярный сезон | Регулярный сезон | Регулярный сезон | Регулярный сезон | Регулярный сезон | Регулярный сезон | Регулярный сезон | Регулярный сезон | Регулярный сезон | Регулярный сезон | Регулярный сезон | Серия плей-офф | Серия плей-офф | Серия плей-офф | Серия плей-офф | Серия плей-офф | Серия плей-офф | Серия плей-офф | Серия плей-офф | Серия плей-офф | Серия плей-офф | Серия плей-офф |
| Сезон                                                                                    | Команда            | GP               | GS               | MPG              | FG%              | 3P%              | FT%              | RPG              | APG              | SPG              | BPG              | PPG              | GP             | GS             | MPG            | FG%            | 3P%            | FT%            | RPG            | APG            | SPG            | BPG            | PPG            |
| ---------------------------------------------------------------------------------------- | ------------------ | ---------------- | ---------------- | ---------------- | ---------------- | ---------------- | ---------------- | ---------------- | ---------------- | ---------------- | ---------------- | ---------------- | -------------- | -------------- | -------------- | -------------- | -------------- | -------------- | -------------- | -------------- | -------------- | -------------- | -------------- |
| 1974/75                                                                                  | Портленд           | 35               |                  | 32,9             | 51,3             |                  | 68,6             | 12,6             | 4,8              | 0,8              | 2,7              | 12,8             | Не участвовал  | Не участвовал  | Не участвовал  | Не участвовал  | Не участвовал  | Не участвовал  | Не участвовал  | Не участвовал  | Не участвовал  | Не участвовал  | Не участвовал  |
| 1975/76                                                                                  | Портленд           | 51               |                  | 33,1             | 47,1             |                  | 58,3             | 13,4             | 4,3              | 1,0              | 1,6              | 16,1             | Не участвовал  | Не участвовал  | Не участвовал  | Не участвовал  | Не участвовал  | Не участвовал  | Не участвовал  | Не участвовал  | Не участвовал  | Не участвовал  | Не участвовал  |
| 1976/77                                                                                  | Портленд           | 65               |                  | 34,8             | 52,8             |                  | 69,7             | 14,4             | 3,8              | 1,0              | 3,2              | 18,6             | 19             |                | 39,7           | 50,7           |                | 68,4           | 15,2           | 5,5            | 1,1            | 3,4            | 18,2           |
| 1977/78                                                                                  | Портленд           | 58               |                  | 33,3             | 52,2             |                  | 72,0             | 13,2             | 5,0              | 1,0              | 2,5              | 18,9             | 2              |                | 24,5           | 61,1           |                | 71,4           | 11,0           | 2,0            | 1,5            | 1,5            | 13,5           |
| 1979/80                                                                                  | Сан-Диего Клипперс | 14               |                  | 24,1             | 50,3             | -                | 59,3             | 9,0              | 2,4              | 0,6              | 2,7              | 13,9             | Не участвовал  | Не участвовал  | Не участвовал  | Не участвовал  | Не участвовал  | Не участвовал  | Не участвовал  | Не участвовал  | Не участвовал  | Не участвовал  | Не участвовал  |
| 1982/83                                                                                  | Сан-Диего Клипперс | 33               | 32               | 33,3             | 52,8             | -                | 55,6             | 9,8              | 3,6              | 1,0              | 3,6              | 14,1             | Не участвовал  | Не участвовал  | Не участвовал  | Не участвовал  | Не участвовал  | Не участвовал  | Не участвовал  | Не участвовал  | Не участвовал  | Не участвовал  | Не участвовал  |
| 1983/84                                                                                  | Сан-Диего Клипперс | 55               | 46               | 26,8             | 55,6             | 0,0              | 59,7             | 8,7              | 3,3              | 0,8              | 1,6              | 12,1             | Не участвовал  | Не участвовал  | Не участвовал  | Не участвовал  | Не участвовал  | Не участвовал  | Не участвовал  | Не участвовал  | Не участвовал  | Не участвовал  | Не участвовал  |
| 1984/85                                                                                  | Клипперс           | 67               | 37               | 24,6             | 52,1             | 0,0              | 68,0             | 9,0              | 2,3              | 0,7              | 2,1              | 10,1             | Не участвовал  | Не участвовал  | Не участвовал  | Не участвовал  | Не участвовал  | Не участвовал  | Не участвовал  | Не участвовал  | Не участвовал  | Не участвовал  | Не участвовал  |
| 1985/86                                                                                  | Бостон             | 80               | 2                | 19,3             | 56,2             | -                | 71,3             | 6,8              | 2,1              | 0,5              | 1,3              | 7,6              | 16             | 0              | 18,2           | 58,1           | 0,0            | 82,6           | 6,3            | 1,7            | 0,4            | 0,8            | 7,9            |
| 1986/87                                                                                  | Бостон             | 10               | 0                | 11,2             | 38,5             | -                | 53,3             | 3,1              | 0,9              | 0,3              | 1,0              | 2,8              | 12             | 0              | 8,5            | 48,0           | -              | 35,7           | 2,6            | 0,8            | 0,3            | 0,3            | 2,4            |
|                                                                                          | Всего              | 468              | 117              | 28,3             | 52,1             | 0,0              | 66,0             | 10,5             | 3,4              | 0,8              | 2,2              | 13,3             | 49             | 0              | 24,4           | 52,5           | 0,0            | 67,3           | 9,0            | 3,0            | 0,7            | 1,7            | 10,8           |
| Наведите курсор мыши на аббревиатуры в заголовке таблицы, чтобы прочесть их расшифровку. |                    |                  |                  |                  |                  |                  |                  |                  |                  |                  |                  |                  |                |                |                |                |                |                |                |                |                |                |                |